# Club Social y Deportivo Litoral (La Paz)
El Club Social y Deportivo Litoral es un club de fútbol con sede en la ciudad de La Paz, Bolivia. Fue fundado el 23 de marzo de 1932 y actualmente juega en la Asociación de Fútbol de La Paz.
El club Litoral tiene un largo historial deportivo desde 1948, época en que incursionó por primera vez en el fútbol nacional, cuando participó en el torneo de Campeones (Actual Copa Libertadores de América) que se realizó en Santiago de Chile, donde el argentino nacionalizado boliviano Roberto Caparelli brilló con luces propias y fue el máximo goleador del torneo seguido del argentino Alfredo Di Stéfano de River Plate de Argentina.
Participaron en el torneo River Plate de Argentina, Vasco da Gama de Brasil, Nacional de Uruguay, Municipal de Perú, Emelec de Ecuador, Litoral de Bolivia y Colo Colo de Chile.
El coronel Julio Lara Salazar, excomandante de la Policía Nacional, luego de una laboriosa investigación editó un libro donde reseña la historia del club Litoral que tuvo equipos de fútbol en Sucre, La Paz, Cochabamba y Oruro, como también de baloncesto y voleibol que cumplieron destacadas campañas no solo a nivel nacional, sino también internacional.

## Historia

### Fundación
Un grupo de trabajadores de la gran fábrica textilera Domingo Soligno, cimentó las bases del actual club Litoral que fue fundado el 23 de marzo de 1932, pero la Guerra del Chaco frustró sus actividades, ya que tuvo que paralizar sus actividades y volvió a competir desde 1936, jugando partidos amistosos en el estadio Hernando Siles de La Paz con el nombre de Deportivo Saboya, nombre que cambiaron los dirigentes de ese entonces —encabezados por Juan Domingo Soligno— por Club Deportivo Calama.
En 1938 cambiaron de nombre en forma definitiva como club Deportivo y Cultural Litoral en homenaje al departamento cautivo en poder de Chile desde la guerra del Pacífico de 1879.
La mayoría de los fundadores eran de origen italiano, razón por la que escogieron como color de la casaca la bandera de su país, con los colores verde, blanco y rojo.

## Uniforme
- Uniforme titular: Camiseta con rayas verticales rojas, blancas y verdes, pantalón verde y medias verdes.
- Uniforme suplente: Camiseta blanca, pantalón rojo y medias verdes.

| Titular | Visitante |

## Estadio

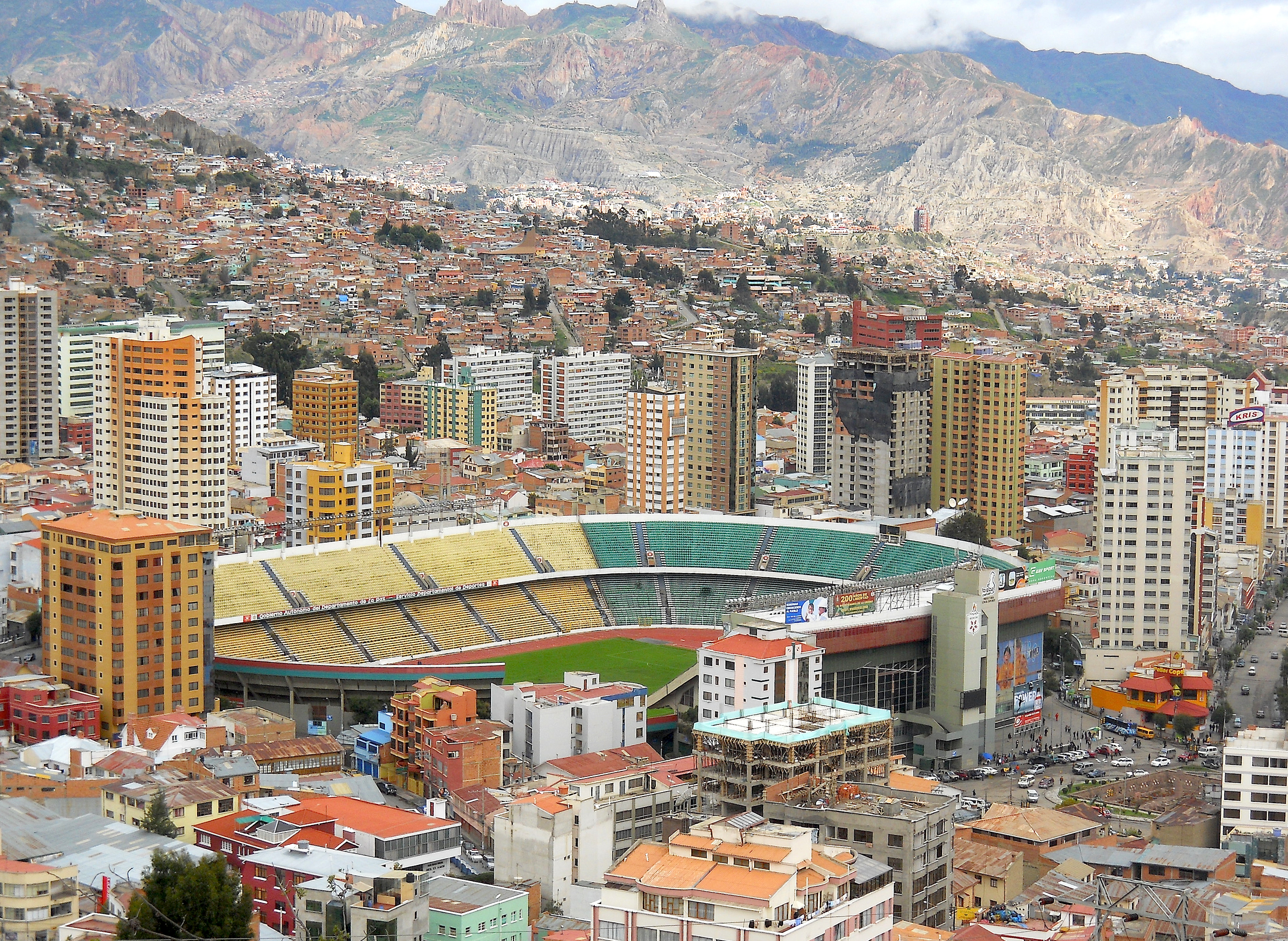
Vista del estadio desde el Barrio Miraflores.

El estadio Estadio Hernando Siles, es el más amplio del país. Inaugurado en 1931, el recinto tiene un aforo para 45 143 personas, y ha sido sede de tres Copas América, numerosos encuentros de las eliminatorias para la Copa Mundial de la FIFA.
El estadio está localizado en el barrio de Miraflores, a una altitud de 3.601 metros sobre el nivel del mar, haciéndolo uno de los estadios más altos del mundo.

## Homónimos
El Club Litoral de La Paz tiene 2 homónimos en Bolivia: en Cochabamba y en Oruro.
El Club Deportivo Litoral de Cochabamba, que participó de la Copa Libertadores 1969 y el Club Deportivo Litoral de Oruro que llegó a jugar en la primera categoría de la Asociación de Fútbol Oruro.

## Datos del club
- Fundación: 23 de marzo de 1932.
- Puesto histórico: 22.°
- Temporadas en Primera División: (1954-1959, 1972, 1986-1990, 1992).
- Primer partido en el profesionalismo: 2 - 2 contra The Strongest (15 de julio de 1950).
- Primer partido en torneos internacionales: 1 - 2 contra  Vasco da Gama (14 de febrero de 1948).
- Participaciones internacionales (1):
  - Campeonato Sudamericano de Campeones: 1948.

## Jugadores

### Jugadores mundialistas
| N.º | Jugador             | Selección | Mundial     |
| --- | ------------------- | --------- | ----------- |
| 1   | Roberto Capparelli  | Bolivia   | Brasil 1950 |
| 2   | Celestino Algarañaz | Bolivia   | Brasil 1950 |
| 3   | Benigno Gutiérrez   | Bolivia   | Brasil 1950 |
| 4   | Duberty Aráoz       | Bolivia   | Brasil 1950 |
| 5   | Víctor Brown        | Bolivia   | Brasil 1950 |
| 6   | Antonio Greco       | Bolivia   | Brasil 1950 |
| 7   | Eulogio Sandoval    | Bolivia   | Brasil 1950 |

## Palmarés

### Torneos nacionales
| Competición nacional            | Títulos | Subcampeonatos |
| ------------------------------- | ------- | -------------- |
| Primera División de Bolivia (1) | 1954.   |                |

### Torneos regionales
| Competición regional                               | Títulos                                   | Subcampeonatos          |
| -------------------------------------------------- | ----------------------------------------- | ----------------------- |
| Asociación de Fútbol de La Paz - Primera "A" (7/4) | 1947, 1948, 1949, 1972, 1983, 1991, 2001. | 1950, 1978, 1982, 1989. |
| Asociación de Fútbol de La Paz - Primera "B" (1/1) | 2005.                                     | 2018.                   |

### Torneos amistosos
| Competición                                              | Títulos | Subcampeonatos |
| -------------------------------------------------------- | ------- | -------------- |
| Bodas de Plata de la Asociación de Fútbol Cochabamba (1) | 1949.   |                |